# Гельдрейх, Теодор фон
Теодор Генрих Герман фон Гельдрейх (в нек. источниках Хелдрайх; нем. Theodor Heinrich Hermann von Heldreich, греч. Θεόδωρος δε Χελδράιχ; 3 марта 1822, Дрезден — 7 сентября 1902, Афины) — немецкий  биолог греческого происхождения и ботаник.

## Биография
Теодор Генрих Герман фон Гельдрейх родился в Дрездене 3 марта 1822 года. После изучения философии во Фрайбурге изучал ботанику с 1837 по 1842 год в Монпелье и Женеве.
Теодор Генрих Герман фон Гельдрейх жил в Греции с 1851 года. С этого же года он был директором ботанического сада в Афинах. С 1858 по 1883 год Теодор Генрих Герман фон Гельдрейх был куратором Музея естественной истории Афинского университета. В 1892 году он стал членом немецкого общества естествоиспытателей «Леопольдина».
Теодор Генрих Герман фон Гельдрейх умер в 80 лет в Афинах 7 сентября 1902 года.

## Научная деятельность
Теодор Генрих Герман фон Гельдрейх специализировался на семенных растениях.

## Научные работы
- Die Nutzpflanzen Griechenlands: mit bes. Berücks. d. neugriech. u. pelasgischen Vulgarnamen. Афины: Wilberg, 1862.
- Die Pflanzen der Attischen Ebene. Schleswig: Bergas, 1877.
- Catalogus systematicus herbarii T. G. Orphanidis … nunc … in Museo Botanico Universitatis Athenarum. Florentiæ, 1877, etc.
- Beiträge zur Kenntniss des Vaterlandes und der geographische Verbreitung der Rosskastanie, des Nussbaums und der Buche. Берлин, 1879.
- Chloris Homeriki. 1896.
- Η χλωρίς της Αιγίνης, Αθήνα 1898.
- Η χλωρίς της Θήρας, Αθήνα 1898.

## Почести
- В честь фон Гельдрейха был назван род растений Heldreichia[швед.] Boiss. из семейства Капустные[4].
- Богомольчик Гельдрейха (Ameles heldreichi) — вид насекомых из семейства Настоящие богомолы.